# ジャン＝バティスト・サンジュレー

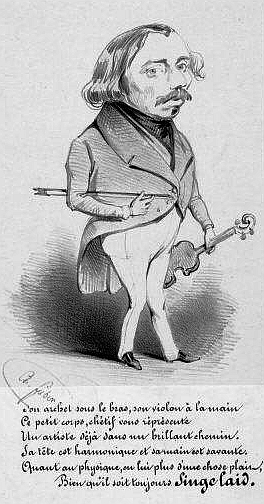
ジャン＝バティスト・サンジュレー

ジャン＝バティスト・サンジュレー（Jean-Baptiste Singelée, 1812年9月25日 - 1875年9月29日）は、ロマン派音楽期のベルギーの作曲家。

## 解説
New Century Saxophone Quartetによると、ジャン＝バティスト・サンジュレーはブリュッセルに生まれ、ベルギーの王立音楽学校で学んだ。彼はブリュッセルのベルギー王立歌劇場でヴァイオリン・ソリストを務め、同地とヘントでオーケストラを監督した。サンジュレーは、サクソフォーンをクラシック音楽用の楽器としてまじめに取り上げた最初の作曲家の一人であり、サクソフォーンのコンクールや、パリ音楽院における彼の教え子たちのために、30曲以上のサクソフォーン独奏曲を作曲している。
サクソフォーンの発明者アドルフ・サックスの長年の友人として（彼らは王立音楽学校に在籍中に出会った）、サンジュレーはサックスに、サクソフォーン族に4つの主要な形状を作り出すよう働きかけ、1857年におそらくサクソフォーン四重奏のための最初の作品であろう「サクソフォーン四重奏曲第1番」(Premier Quatuor pour Saxophones) 作品番号53を作曲した。
サクソフォーン作品のほかに、サンジュレーは12曲の協奏曲、ヴァイオリンやその他の楽器のための多くのソロ曲およびバレエ音楽を作曲している。
1875年9月29日、オーステンデにて死去。

## 作品
- サクソフォーン四重奏曲第1番 Quartet for Saxophones no. 1 作品53
- ソプラノ・サクソフォーン、アルト・サクソフォーンおよびピアノのための協奏的二重奏曲 Duo concertant for Soprano Saxophone, Alto Saxophone and Piano 作品55
- テナー・サクソフォーンとピアノのための協奏曲 Concerto for Tenor Saxophone and Piano 作品57
- ソプラノ・サクソフォーンとピアノのための田園風幻想曲 Fantasia Pastorale for Soprano Saxophone and Piano
- アルト・サクソフォーンとピアノのための演奏会用独奏曲 Solo de Concert for Alto Saxophone and Piano 作品74
- アルト・サクソフォーンとピアノのための華麗な幻想曲 Fantaisie Brillante for Alto Saxophone and Piano 作品86
- 演奏会用独奏曲第7番 Septième solo de concert 作品93